# 강정 (시인)
강정(1971년~)은 대한민국의 시인이다. 부산광역시에서 태어나, 추계예술대학교 문예창작학과를 졸업했다.

## 약력
1992년 《현대시세계》에 〈항구〉외 5편을 발표하면서 작품 활동을 시작했다. 침소밴드 리드보컬, THE ASK 멤버로 활동했다. 2015년 제4회 시로여는세상 작품상, 제16회 「현대시작품상」, 2017년 제3회 「김현문학패」를 수상했다.

## 수상
2015년 제4회 「시로여는세상작품상」
2015년 제16회 「현대시작품상」
2017년 제3회 「김현문학패」

## 저서

### 시집
- 《처형극장》(문학과지성사, 1996)
- 《들려주려니 말이라 했지만,》(문학동네, 2006)
- 《키스》(문학과지성사, 2008)
- 《활》(문예중앙, 2011)
- 《귀신》(문학동네, 2014)
- 《백치의 산수》(민음사, 2016)
- 《그리고 나는 눈먼 자가 되었다》(문학실험실, 2019)
- 《커다란 하양으로》(민음사, 2021)

### 산문집
- 《루트와 코드》(샘터사, 2004)
- 《나쁜 취향》(랜덤하우스코리아, 2006)
- 《콤마, 씨》(문학동네, 2012)
- 《그저 울 수 있을 때 울고 싶을 뿐이다》(다산책방, 2017)
- 《파충류 심장》(민음사, 2021)